# ییل تاون
ییل تاون (انگلیسی: Yaletown) منطقه ای از مرکز شهر ونکوور است که تقریباً با فالس کریک و خیابان‌های رابسون و هومر هم مرز است.